# Odprawa emerytalna
Odprawa emerytalna – świadczenie pieniężne przysługujące pracownikowi przechodzącemu na emeryturę.
Świadczenie przysługuje pracownikowi w momencie zaistnienia związku pomiędzy rozwiązaniem stosunku pracy a przejściem na emeryturę poprzez:
- uzyskanie przez pracownika prawa do takiego świadczenia (związek przyczynowy),
- rozwiązanie stosunku pracy niezależne od przyczyny, która je spowodowała, zbiega się w czasie z nabyciem prawa do świadczenia (związek czasowy),
- przyczyną rozwiązania stosunku pracy jest nabycie prawa do emerytury i rozwiązanie następuje w chwili przyznania świadczenia,
- rozwiązanie stosunku pracy następuje przed spełnieniem warunków uprawniających do pobrania tego świadczenia, ale nabycie do niego prawa i jego przyznanie po ustaniu zatrudnienia jest konsekwencją sytuacji bezpośrednio poprzedzającej rozwiązanie stosunku pracy (związek funkcjonalny).

Wysokość odprawy wynosi równowartość jednomiesięcznego wynagrodzenia pracownika. Oblicza się ją według zasad obowiązujących przy ustalaniu ekwiwalentu pieniężnego za urlop wypoczynkowy. Jej wysokość może być korzystniejsza dla pracownika, jeżeli jest to określone w przepisach wewnątrzzakładowych.

## Uprawnienia do odprawy emerytalnej
Pracodawca zobowiązany jest wypłacić odprawę emerytalną pracownikowi:
- spełniającemu warunki uprawniające do emerytury,
- którego stosunek pracy ustał w związku z przejściem na emeryturę.

Pracownik, który otrzymał odprawę, nie może ponownie nabyć do niej prawa.